# 小行星12557
小行星12557（12557 Caracol）是一颗绕太阳运转的小行星，为主小行星带小行星。该小行星于1998年8月27日发现。

## 轨道参数
小行星12557的轨道半长轴为3.1567910 UA，离心率为0.007。